# Dereje Nedi
Dereje Nedi (13 januari 1954) is een voormalige Ethiopische langeafstandsloper, die gespecialiseerd was in de marathon. Hij nam eenmaal deel aan de Olympische Spelen, maar won bij die gelegenheid geen medailles.

## Loopbaan
In 1978 won Dereje Nedi een zilveren medaille tijdens de Pan-Afrikaanse Spelen op de marathon. Op de Olympische Spelen van Moskou in 1980 werd hij zevende.
In 1984 won hij de marathon van Frankfurt en liep op de marathon van Moskou een tijd van 2:10.32. Dit is tevens de snelste tijd die ooit in Rusland is gelopen.
In 1985 won Dereje een bronzen medaille op de Afrikaanse kampioenschappen en in 1988 goud. In 1989 werd hij tweede op de wereldbekerwedstrijd en de marathon van Berlijn.

## Titels
- Afrikaans kampioen marathon - 1988

## Palmares

### marathon
- 1976:  marathon van Zanzibar - 2:17.06.4
- 1977:  marathon van Addis Abebe - 2:20.40
- 1977:  marathon van Evry - 2:16.36
- 1977:  marathon van Athene - 2:14.49
- 1978:  marathon van Algiers - 2:23.08
- 1979:  Oost- en Centraal-Afrikaanse kamp. in Mombasa - 2:22.13
- 1980: 12e marathon van Evry - 2:17.46
- 1980: 7e OS - 2:12.44
- 1981:  marathon van Tokio - 2:12.14
- 1982: 9e marathon van Tokio - 2:13.25
- 1983: 4e marathon van Tokio - 2:10.39
- 1984:  marathon van Addis Ababa - 2:17.00
- 1984:  marathon van Frankfurt - 2:11.18
- 1984:  Olympic Boycott Games in Moskou - 2:10.32
- 1984:  marathon van Montréal - 2:13.26
- 1985: 5e marathon van Tokio - 2:12.48
- 1985: 16e marathon van Hiroshima - 2:12.22
- 1985:  Afrikaanse kamp. in Cairo - 2:25.41
- 1985:  marathon van Montreal - 2:13.41
- 1986:  marathon van Addis Ababa - 2:16.20
- 1986: 22e marathon van Peking - 2:15.15
- 1987:  Afrikaanse Spelen - 2:15.27 (te hoog)
- 1988:  Afrikaanse kamp. - 2:27.51
- 1988: 9e New York City Marathon - 2:14.27
- 1989:  Wereldbeker in Milaan - 2:10.36
- 1989:  marathon van Berlijn - 2:11.15
- 1990: 18e Londen Marathon - 2:13.52
- 1990: 23e marathon van Berlijn - 2:15.54
- 1991: 33e marathon van Berlijn - 2:18.09

### veldlopen
- 1981: 13e WK in Madrid - 35.39
- 1982: 35e WK in Rome -
- 1984: 24e WK in East Rutherford - 34.09
- 1986: 63e WK in Colombier - 37.04,9